# Maison Planchard
La maison Planchard est un immeuble classé érigé en 1698 et situé  en Belgique à Saint-Nicolas (province de Liège).

## Localisation
Cette maison est sise au no 53 de la chaussée Churchill à Montegnée, commune de Saint-Nicolas, à proximité du carrefour de cette chaussée avec la chaussée de Gaulle, la rue de l'Espérance et la rue Branche Planchard.

## Historique
L'imposante bâtisse est érigée en 1698 pour le marchand bourgeois de grains et de houille Pierre Planchard et son épouse Hedwige Raick.

## Description
Le bâtiment symétrique est construit en brique et pierre calcaire. La façade avant se compose de sept travées et de trois niveaux (deux étages) sur une longueur d'environ 15 mètres. Le soubassement est réalisé en pierres calcaires équarries. On retrouve ces pierres calcaires pour l'encadrement des différentes baies de la façade. Les baies du troisième niveau ont une taillé réduite par rapport à celles des niveaux inférieurs. La porte d'entrée et son imposte cintrée ont été réalisées pendant la seconde moitié du XVIIIe siècle. Plusieurs éléments du mobilier intérieur sont d'origine du XVIIe siècle.

## Classement
La maison est reprise sur la liste du patrimoine immobilier classé de Saint-Nicolas depuis le 29 novembre 1983.